# Martin Rosen (Schauspieler)
Martin Rosen (* 11. Oktober 1907 in Berlin; † 28. Juni 1981 ebenda) war ein deutscher Schauspieler, Synchronsprecher und Sänger.

## Leben und Karriere
Martin Rosen war Sohn jüdischer Eltern. Er ließ sich an der Schauspielschule des Schauspielhauses Düsseldorf und in Berlin ausbilden. Er trat dem Kulturbund Deutscher Juden bei, nachdem die Nationalsozialisten in Deutschland die Macht ergriffen hatten. Bis zum Verbot des Kulturbundes spielte er als Schauspieler in mehreren Inszenierungen mit. Während des Krieges war Rosen seit 1944 im KZ Auschwitz gefangen und überlebte nur knapp. Seine Tochter, die er zuvor Freunden in Shanghai anvertraut hatte, kehrte erst nach Kriegsende zu ihm zurück. Nach seiner Befreiung kehrte Rosen dann rasch als Darsteller auf die Bühne zurück. So trat er wie zuvor im Berliner Hebbel-Theater auf. Zwischen den Jahren 1949 und 1959 war er festes Mitglied des Ensembles der Komischen Oper in Ost-Berlin und spielte in verschiedenen DEFA-Produktionen mit. Ab dem Jahr 1964 war er wieder an Theatern in West-Berlin zu sehen, u. a. an der Freien Volksbühne Berlin, dem Renaissance-Theater oder dem Theater des Westens.
Seit 1948 spielte er als Schauspieler in verschiedenen Kinoproduktionen, unter anderem in Arthur Maria Rabenalts Komödie Chemie und Liebe, in Carl Boeses Filmdrama Beate, 1949 in Die blauen Schwerter unter der Regie von Wolfgang Schleif, 1953 in Arthur Pohls Die Unbesiegbaren, 1955 in Eugen Yorks Literaturverfilmung Das Fräulein von Scuderi oder 1957 in Kurt Maetzigs Produktion Vergeßt mir meine Traudel nicht.
Darüber hinaus arbeitete Martin Rosen auch gelegentlich als Synchronsprecher. Unter anderem sprach er Rollen in Filmen wie Der Dieb von Bagdad, Won Ton Ton – der Hund, der Hollywood rettete oder Der Marathon-Mann.
Die zahlreichen Rollen die Martin Rosen im Kino und im Fernsehen, sowie auf den Theaterbühnen spielte, machten ihn in Ost- und West-Berlin gleichermaßen bekannt.

## Filmografie (Auswahl)

### Kino
- 1948: Chemie und Liebe
- 1948: Beate
- 1949: Die blauen Schwerter
- 1950: Die lustigen Weiber von Windsor
- 1951: Corinna Schmidt
- 1952: Karriere in Paris
- 1953: Die Unbesiegbaren
- 1955: Das Fräulein von Scuderi
- 1955: Ein Polterabend
- 1957: Vergeßt mir meine Traudel nicht
- 1976: Auf Biegen oder Brechen
- 1976: Die Elixiere des Teufels

### Fernsehen
- 1956: Joe Hill, der Mann, der niemals starb (Fernsehfilm)
- 1957: Intrigen (Fernsehfilm)
- 1958: Messeabenteuer 1999 (Fernsehfilm)
- 1958: Weimarer Pitaval: Der Fall Saffran (Fernsehreihe)
- 1960: Blaulicht (Fernsehreihe, Folge: Splitter)
- 1964: Das Pferd (Fernsehfilm)
- 1964: Hafenpolizei (Fernsehserie, 1 Episode)
- 1965: Michael Kramer (Fernsehfilm)
- 1966: Robert (Fernsehfilm)
- 1967: Landarzt Dr. Brock (Fernsehserie, 2 Episoden)
- 1967: Abgründe (Fernsehfilm)
- 1969: Percy Stuart (Fernsehserie, 1 Episode)
- 1972: Der Mann auf meinem Rücken (Fernsehfilm)
- 1972: Mein Bruder - Der Herr Dokter Berger (Fernsehserie)
- 1976: Die verregneten Ferien (Fernsehserie)
- 1977: Der Haupttreffer (Fernsehfilm)
- 1979: Die Koblanks
- 1980: Ein Kapitel für sich (Fernsehminiserie)

### Kurzfilm
- 1957: Das Stacheltier – Endstation Kanal

## Hörspiele
- 1953: Nikolai Gogol: Die toten Seelen (Manilow, Gutsbesitzer) – Regie: Richard Hilgert (Hörspiel – Berliner Rundfunk)
- 1955: Lieselotte Gilles/Gerhard Düngel: Der Doktor der Armen – Regie: Willi Porath (Hörspiel – Rundfunk der DDR)